# 卡捷里尼夫卡 (別爾季切夫區)
50°0′7″N 28°34′50″E / 50.00194°N 28.58056°E
卡捷里尼夫卡（烏克蘭語：Катеринівка），是烏克蘭的村落，位於該國北部日托米爾州，由別爾季切夫區負責管轄，面積0.73平方公里，海拔高度244米，2001年人口193，人口密度每平方公里265.11人。